# Pseudocatharylla agraphellus
Pseudocatharylla agraphellus là một loài bướm đêm trong họ Crambidae.